# Revillagigedo-eilanden
De Revillagigedo-eilanden of Revillagigedoarchipel (Spaans: Archipiélago de Revillagigedo) is een archipel in de Grote Oceaan. Ze horen bij Mexico en liggen 600 kilometer ten zuidwesten van het schiereiland Neder-Californië. De archipel kreeg zijn naam in 1793 en werd genoemd naar Juan Vicente de Güemes, graaf van Revilla Gigedo, de toenmalige vicekoning van Nieuw-Spanje.
De archipel werd tijdens de 40e sessie van de Commissie voor het Werelderfgoed in juli 2016 in Istanboel erkend als werelderfgoed natuur en toegevoegd op de UNESCO werelderfgoedlijst.

## Geografie
De Revillagigedo-eilanden bestaan uit vier vulkanische eilanden: Isla Socorro, Clarión, San Benedicto en Roca Partida. Socorro is het grootste eiland (132 km²), en het hoogste punt (1130m) van de eilandengroep, Mount Evermann, bevindt zich op Socorro. De eilanden kunnen gezien worden als de meest westelijke uitloper van de Trans-Mexicaanse Vulkanengordel.
De Revillagigedo maken administratief deel uit van de gemeente Manzanillo en de deelstaat Colima. In de praktijk ligt het bestuur echter in handen van de federale overheid. Alleen Socorro en Clarión zijn bewoond, en wel door de Mexicaanse marine.

## Geschiedenis
Er is geen bewijs dat de eilanden voor de komst van Europese ontdekkingsreizigers bewoond waren.
Hernando de Grijalva ontdekte op 21 december 1533 Socorro. Hij noemde het Santo Tomás. In 1542 ontdekte Ruy López de Villalobos San Benedicto en Roca Partida. Als laatst werd Clarión ontdekt, in 1615 door de Nederlandse piraat Joris Spielbergen. Na de ontdekking werden de eilanden bezocht door een groot aantal personen, waaronder Domingo del Castillo (1541), Miguel Pinto (1772), Alexander von Humboldt (1811), Benjamín Norell (1825) en Edward Belcher (1839). De meesten van hen waren botanici. In 1793 deed de Britse kapitein James Colnett de eilanden aan. Hij maakte als eerste gedetailleerde kaarten van de archipel en vernoemde ze naar vicekoning Revilla Gigedo.
Vanaf 1800 werden de eilanden regelmatig bezocht door walvisvaarders en vissers.
In 1861 kende Benito Juárez de eilanden aan de staat Colima toe omdat hij er een strafgevangenis wilde vestigen. De gevangenis is er uiteindelijk nooit gekomen, maar de archipel hoort nog steeds bij Colima. De eilanden bleven onbewoond, tot de Mexicaanse marine er in 1957 een basis vestigde.
In het begin van de 20e eeuw werden de eilanden regelmatig bezocht door de Amerikaanse wetenschapper Barton Warren Evermann, die een uitgebreide verzameling van biologische vondsten maakte. De vulkaan op Socorro werd ter ere van hem Cerro Evermann (of Mount Evermann) genoemd.
Op 21 maart 1972 werd de archipel voor het eerst bezocht door de gouverneur van Colima. Pablo Silva García bezocht de eilanden en onthulde een plaquette waarbij de soevereiniteit van Colima over de eilanden werd bevestigd en voor eeuwig werd verzegeld.

## Flora en fauna
Vanwege de unieke ecologie worden de eilanden wel de "kleine Galápagoseilanden" genoemd. De Revillagigedoarchipel vormt een aparte ecoregio en werd in 1994 door de Mexicaanse regering als biosfeerreservaat aangewezen.
Door het invoeren van diersoorten van buiten de archipel is de ecologie op de eilanden zware schade toegebracht. De Socorrotreurduif is in het wild zelfs al uitgestorven. Een comité van wetenschappers van onder andere de University of Missouri - St. Louis en de Nationale Autonome Universiteit van Mexico heeft opgeroepen alle vreemde diersoorten, waaronder 2000 schapen, van de eilanden te verwijderen. Er is een verbod uitgevaardigd op commerciële visserij rond de eilanden, maar toch vindt er nog veel illegale visserij plaats.
In november 2017 werd een gebied van 148.000 km² rond de eilanden uitgeroepen tot beschermd gebied. De Mexicaanse president Enrique Peña Nieto heeft zich hiervoor hard gemaakt. Dat is bijna vijf keer de totale oppervlakte van België. De bescherming van de flora en fauna in het gebied wordt hiermee verstevigd en commerciële visvangst en mijnbouw zijn helemaal verboden. Door de opwelling van koud water is het gebied zeer voedselrijk en komen er 366 vissoorten voor, waarvan 26 soorten alleen hier voorkomen.